# Wolfgang Hohlbein
Œuvres principales
- La Chronique des immortels

Wolfgang Hohlbein, né le 15 août 1953 à Weimar, est un auteur allemand de fantasy et science-fiction. Peu connu en France, il est une véritable star en Allemagne[réf. souhaitée], où sa notoriété est proche de celle d’un Stephen King[non neutre].

## Biographie
Wolfgang Hohlbein a grandi à Meerbusch-Osterath en Rhénanie-du-Nord-Westphalie. Il a commencé à écrire des histoires fantastiques à l’adolescence et a suivi par ailleurs une formation de commercial en industrie. Il vit aujourd’hui à Neuss, en Rhénanie-du-Nord-Westphalie.
C’est la nuit que Wolfgang Hohlbein préfère travailler à ses romans. Il se décrit lui-même comme un bourreau de travail, ce qui explique qu’il ait pu écrire autant de romans depuis ses débuts. Il ne considère pas son travail comme une charge mais plutôt comme une passion, ce qui lui a souvent valu le surnom de « roi des auteurs prolifiques ».
En 1974, il épouse Heike Hohlbein, avec laquelle il a aujourd’hui six enfants. Sa fille Rebecca Hohlbein suit ses traces : elle compte à son actif plusieurs romans.

## Carrière

### Ses premiers écrits
Alors qu'il travaille comme gardien de nuit, Wolfgang Hohlbein se lance dans l’écriture pour échapper à l’ennui, une passion qui lui vient, dit-il, des romans de Karl May. Il commence par écrire des nouvelles puis se lance dans les romans d’horreur et les romans western. Il publie ses œuvres sous de nombreux pseudonymes et en 1980, l’écrivain et traducteur allemand Karl-Ulrich Burgdorf lui conseille de soumettre ses manuscrits à la revue Professor Zamorra, publiée par la maison d’édition Bastei. C’est à cette époque que paraissent ses premiers romans en tant qu’auteur.

### Märchenmond: le début du succès
En 1982, il entend parler du concours d’écriture organisé par la maison d’édition autrichienne Ueberreuter, sur le thème Fantastique et Science-fiction. Il envoie le manuscrit de Märchenmond, un roman de fantasy dont il doit l’idée à sa femme et qui lui vaut le premier prix du concours. Le roman remporte par la suite de nombreuses récompenses ; on peut citer entre autres le « prix des Rats de bibliothèque » (Preis der Leseratten) et le « prix du roman fantastique de la Ville de Wetzlar» (Phantastik-Preis der Stadt Wetzlar). Véritable succès de librairie en Allemagne mais également dans le reste du monde, Märchenmond marque le début de la carrière d’écrivain de Wolfgang Hohlbein. C’est le premier de ses romans à être publié aux États-Unis, en 2006 et une comédie musicale éponyme est même créée à Hildesheim en 2010.

### Suite de sa carrière
Depuis le succès rencontré par Märchenmond, Wolfgang Hohlbein a publié plus de 200 ouvrages, souvent coécrits avec sa femme. C’est l’auteur allemand de fantasy et de science-fiction le plus lu au monde.
Wolfgang Hohlbein soutient également d’autres auteurs, notamment Bernhard Hennen, dont il a coécrit la trilogie « Das Jahr des Greifen » : Der Sturm / Die Entdeckung / Die Amazone, parue en 1994.
En 2004, un de ses romans est pour la première fois adapté en bande dessinée : (Au bord du gouffre, premier tome des Chroniques des Immortels).
Wolfgang Hohlbein est le « roi des ventes » allemand avec plus de 40 millions d’exemplaires écoulés dans le monde entier. Aucun autre auteur allemand né après 1950 n'a atteint autant de ventes.
Entre 1995 et 2009, il a même eu un prix à son nom, qui récompensait le meilleur auteur allemand de fantasy.

## Sources d'inspiration
Wolfgang Hohlbein ne se considère pas comme un auteur « intellectuel » qui aurait un message moral à transmettre. Il se voit plutôt comme un auteur de divertissement et aime à répéter qu’il écrit les livres qu’il aurait lui-même envie de lire et qu’il ne pourra jamais rivaliser avec Heinrich Böll ou Günter Grass.
J. R. R. Tolkien, Michael Ende, Edgar Allan Poe, Stephen King et H. P. Lovecraft sont les auteurs qu’il admire le plus. Et lorsqu’on l’interroge sur ses sources d’inspiration, il cite la plupart du temps la Bible. Selon lui, l’Ancien Testament est une mine d’idées intarissable.

## Critiques
Les romans de Wolfgang Hohlbein ont souvent été critiqués car on le soupçonne d’avoir volé ou copié les idées d’autres auteurs. Si les premiers ouvrages qu’il a publiés dans les années 1980 ont été salués par la critique, on lui reproche d’avoir profité de la vague de succès qui a suivi et publié de nombreux romans de piètre qualité. Cependant, certains de ses romans savent convaincre les critiques les plus exigeants, à l’instar d’Ulrich Greiner qui écrivait dans le Zeit que les allégories de Wolfgang Hohlbein étaient « simples, …mais pas idiotes ».

## Pseudonymes
Wolfgang Hohlbein a publié plusieurs de ses ouvrages sous les pseudonymes suivants : Angela Bonella, Wolfgang Eschenloh, Martin Heidner, Michael Marks, Raven, Jack Vernom, Henry Wolf, Ryder Delgado (avec Martin Eisele), Martin Hollburg (avec Martin Eisele et Karl-Ulrich Burgdorf), Robert Craven, Jerry Cotton, Robert Lamont, Jason McCloud.

## Publications

### Romans
- (de) Coauteur, avec Bernhard Hennen, de la trilogie Das Jahr des Greifen (Der Sturm, Die Entdeckung et Die Amazone), éd. Bastei-Lübbe (1994), roman se déroulant dans l'univers de L'Œil noir
- (de) Märchenmond (1982)
- (de) Operation Nautilus (2001) [Opération Nautilus]
- (de) Die Chronik der Unsterblichen (1999) [La Chronique des Immortels]
- (de) Die Prophezeiung (2005) [La prophétie]

### Traductions françaises
- Wolfgang Hohlbein (trad. de l'allemand par Pascale Hervieux), La Chronique des immortels, t. 1 : Au bord du gouffre, Nantes, France, Éditions L'Atalante, coll. « La Dentelle du cygne », 2007, 2e éd. (1re éd. 2005), 283 p. (ISBN 978-2-84172-360-7)
- Wolfgang Hohlbein (trad. de l'allemand par Pascale Hervieux), La Chronique des immortels, t. 2 : Le Vampyre, Nantes, France, Éditions L'Atalante, coll. « La Dentelle du cygne », 2007, 279 p. (ISBN 978-2-84172-374-4)
- Wolfgang Hohlbein (trad. de l'allemand par Pascale Hervieux), La Chronique des immortels, t. 3 : Le Coup de grâce, Nantes, France, Éditions L'Atalante, coll. « La Dentelle du cygne », 2008, 312 p. (ISBN 978-2-84172-407-9)
- Wolfgang Hohlbein (trad. de l'allemand par Pascale Hervieux), La Chronique des immortels, t. 4 : Le Crépuscule, Nantes, France, Éditions L'Atalante, coll. « La Dentelle du cygne », 2008, 363 p. (ISBN 978-2-84172-438-3)
- Wolfgang Hohlbein (trad. de l'allemand par Pascale Hervieux), La Chronique des immortels, t. 5 : Les Catacombes de Vienne, Nantes, France, Éditions L'Atalante, coll. « La Dentelle du cygne », 2009, 311 p. (ISBN 978-2-84172-464-2)
- Wolfgang Hohlbein (trad. de l'allemand par Pascale Hervieux), La Chronique des immortels, t. 6 : La Comtesse des neiges, Nantes, France, Éditions L'Atalante, coll. « La Dentelle du cygne », 2009, 352 p. (ISBN 978-2-84172-488-8)
- Wolfgang Hohlbein (trad. de l'allemand par Pascale Hervieux), La Chronique des immortels, t. 7 : Le Fugitif, Nantes, France, Éditions L'Atalante, coll. « La Dentelle du cygne », 2010, 416 p. (ISBN 978-2-84172-508-3)
- Wolfgang Hohlbein (trad. de l'allemand par Pascale Hervieux), La Chronique des immortels, t. 8 : Les Maudits, Nantes, France, Éditions L'Atalante, coll. « La Dentelle du cygne », 2011, 476 p. (ISBN 978-2-84172-539-7)

- Wolfgang Hohlbein (trad. Marie-Claude Auger, France Ablam), Opération Nautilus, t. 1 : L'Île oubliée, Paris, Éditions Bayard Jeunesse, 2004, 214 p. (ISBN 978-2-7470-1252-2)
- Wolfgang Hohlbein (trad. Marie-Claude Auger, France Ablam), Opération Nautilus, t. 2 : La Fille de l'Atlantide, Paris, Éditions Bayard Jeunesse, 2004, 251 p. (ISBN 978-2-7470-1254-6)
- Wolfgang Hohlbein (trad. Florence Quillet), Opération Nautilus, t. 3 : Prisonniers des abysses, Paris, Éditions Bayard Jeunesse, 2005, 208 p. (ISBN 978-2-7470-1255-3)
- Wolfgang Hohlbein (trad. Philippe Munch, Florence Quillet), Opération Nautilus, t. 4 : La Vallée des Titans, Paris, Éditions Bayard Jeunesse, 2005, 213 p. (ISBN 978-2-7470-1726-8)
- Wolfgang Hohlbein (trad. Florence Quillet), Opération Nautilus, t. 5 : Le Réveil du volcan, Paris, Éditions Bayard Jeunesse, 2005, 212 p. (ISBN 978-2-7470-1727-5)
- Wolfgang Hohlbein (trad. Florence Quillet), Opération Nautilus, t. 6 : Le Trésor de la pyramide, Paris, Éditions Bayard Jeunesse, 2006, 207 p. (ISBN 978-2-7470-1728-2)
- Wolfgang Hohlbein et Heike Hohlbein (trad. Laurent Muhleisen), La Prophétie, Paris, Éditions Bayard Jeunesse, coll. « Les imaginaires », 2006, 548 p. (ISBN 978-2-7470-1056-6)
- Wolfgang Hohlbein et Heike Hohlbein (trad. Jean-François Gérault), Le mage de Salem, t. 1, Oriflam, 1999, 314 p. (ISBN 978-2-912979-05-6)
- Wolfgang Hohlbein et Heike Hohlbein (trad. Jean-François Gérault), Le mage de Salem : L'héritage de la nuit, t. 2, Oriflam, 1999, 314 p. (ISBN 978-2-912979-09-4)

## Prix littéraires
- 1983 : Preis der Leseratten (prix de Rats de bibliothèque) pour son roman Märchenmond
- 1982 : Phantastik-Preis der Stadt Wetzlar (prix du roman fantastique de la ville de Wetzlar) pour son roman Märchenmond

## Source
- (de) Cet article est partiellement ou en totalité issu de l’article de Wikipédia en allemand intitulé « Wolfgang Hohlbein » (voir la liste des auteurs).